# Problèmes environnementaux en Éthiopie
Comme de nombreux pays voisins, l'Éthiopie doit faire face à d'importants problèmes environnementaux, principalement liés à la déforestation et aux espèces menacées.

## Réchauffement climatique
Les périodes de sécheresse engendrées par le dérèglement du climat sont devenues de plus en plus fréquentes durant les dernières décennies en Afrique de l’Est. Leur fréquence et leur durée n’ont cessé d’augmenter depuis 2007. Ces périodes alternent avec de fortes précipitations qui ont des conséquences dévastatrices elles aussi. Les effets de ces sécheresses se voient amplifiés par la pauvreté en milieu rural et les autres difficultés que rencontre l'Éthiopie (politique, économie, santé).

### Migrations
Au-delà de ces conséquences environnementales, le réchauffement a donc de multiples conséquences sur le bien-être des humains : santé (maladies), productivité agricole, manque de nourriture et surtout migrations : en effet, les mouvements d’hommes en âge de travailler ont plus que doublé en période de sécheresse, atteignant les 10 % par an. Ces résultats furent obtenus à l’aide de méthodes de l'histoire de l'événement et d’un ensemble de données longitudinales uniques, qui permettent d’étudier les effets de la sécheresse sur la mobilité de la population en Éthiopie sur une période de dix ans.

### Économie
L’économie est elle aussi menacée par les variations climatiques. En effet, le domaine de l’agriculture (base de l’économie en Éthiopie) représente environ 42 % du PIB et 85 % des emplois. De plus, la nature pluviale de l’agriculture en Éthiopie signifie que la production est sensible aux fluctuations pluviométriques. L’insécurité alimentaire touche alors 10 % de la population, et ce même dans les années où le niveau des précipitations est correct. Dès lors, les ménages ne peuvent pas subvenir à leurs besoins alimentaires et dépendent en partie des aides alimentaires internationales. 
Enfin, les sécheresses peuvent entraîner une forte réduction de la production agricole et des emplois liés, engendrant en plus de cela des effets multiplicateurs sur l’économie monétaire.

### Adaptations
Différentes manières de s’adapter au changement climatique ont été exprimées. L’Éthiopie, dont la vulnérabilité face aux sécheresses n’est plus à démontrer, fait face à une situation devenue de plus en plus sévère fin 2010 et début 2011, avec des précipitations étant au moins 55 à 75 % inférieures à la normale, et ce dans près de la moitié de la région frappée par la sécheresse. La sécheresse a pris fin lors de la dernière moitié de 2011, laissant place alors à des inondations encore plus nocives pour le pays.
Selon Derek Headey, Alemayehu Taffesse et Liangzhi You, une solution serait d’encourager la diversification économique du secteur agricole dans un pays où le pastoralisme (relation interdépendante entre les éleveurs, leurs troupeaux de ruminants et leur biotope) est largement répandu. Pour ce faire, il est apparu évident qu’investir dans le secteur de l’irrigation des terres ainsi que dans les fermes pouvait engendrer la création de nombreux emplois. Mais l’étude poussa la réflexion bien plus loin, en affirmant la primordialité de l’éducation, qui doit constituer le pilier central de la stratégie de diversification dans les régions pastoralistes. En effet, celle-ci fournira un retour sur investissement plus important dans le futur, même s’il faudra certainement attendre une ou plusieurs décennies pour en récolter les fruits.

### Prévisions futures
En ce qui concerne le futur, quelques prévisions ont également vu le jour. Si le rythme actuel perdure, on prévoit en Éthiopie une diminution du taux de croissance économique de 38 % par an et une augmentation du taux de pauvreté de 25 % sur une période de douze ans.
Parallèlement, le changement climatique rendra la perspective d'un développement économique plus compliquée de deux façons: premièrement, en réduisant la production agricole et la production dans les secteurs liés au secteur agricole, ce qui est susceptible de réduire le PIB de l'Éthiopie d’environ 10 % par rapport son niveau de référence ; d'autre part, en augmentant le degré d'inégalité de revenu dans lequel les coefficients de Gini augmente de 20 %, ce qui est susceptible de diminuer la croissance économique et la pauvreté énergétique. Dès lors, on s'attend à ce que le changement climatique augmente le taux de pauvreté en réduisant la taille totale du gâteau et en redistribuant ses parts de façon plus inégale.

## Problèmes géologiques
La vallée du Grand Rift est géologiquement dite active et susceptible de subir les effets de tremblements de terre. On trouve des sources chaudes et des volcans actifs à l'extrême Est du pays, à proximité de la mer Rouge.
Ailleurs, les terres subissent les effets de l'érosion, du surpâturage, de la déforestation et des fréquentes sècheresses. Le manque d'eau est un problème crucial dans de nombreuses parties du pays, notamment pendant la saison sèche. Les causes de ces dégradations du milieu naturel sont multiples mais elle résultent essentiellement de la surexploitation des sols pour les terres cultivables, le pétrole, les constructions ainsi que par les besoins de terres à pâture.

## Les espèces menacées

### Le loup d'Abyssinie

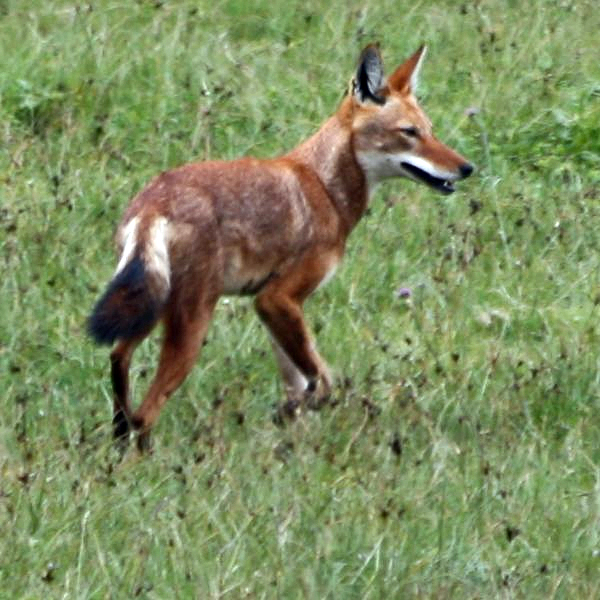
loup d'Abyssinie.

Le Loup d'Abyssinie, ou loup d'Éthiopie, est le plus rare et le plus menacé des canidés. Animal endémique de l'Éthiopie, il en reste aujourd'hui environ 500 dans le pays.
Les taxonomistes ont longtemps hésité pour savoir si le loup d'Abyssinie était une espèce de renard ou de loup. Finalement, de récentes études ont montré qu'il semblait descendre du loup gris, ce qui fait du loup d'Abyssinie la seule espèce de loup d'Afrique.

### Le babouin Gélada

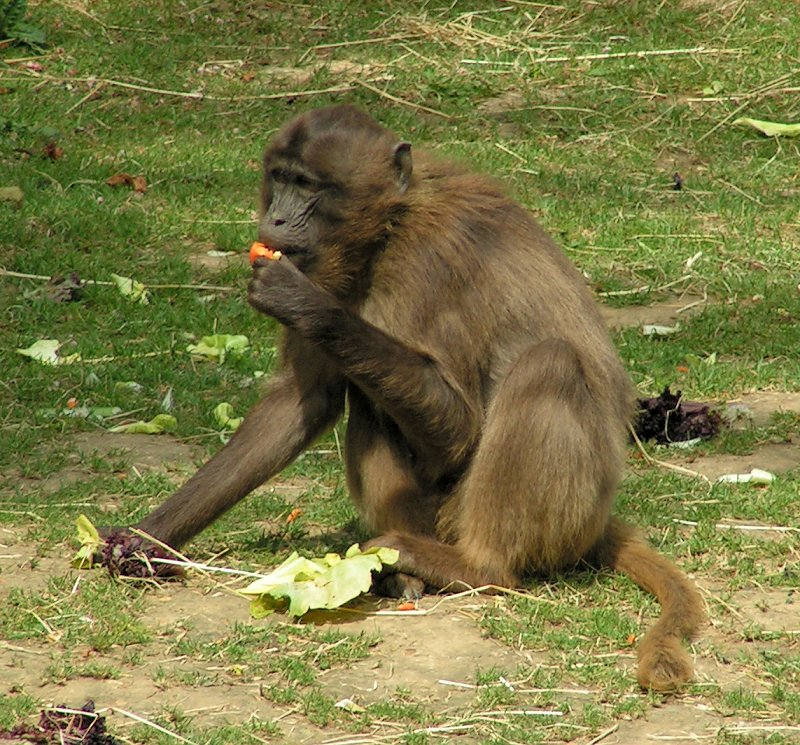
Une femelle gélada.

Bien qu'il ne fasse pas partie de la liste des espèces menacées, il existe seulement 50 000 à 60 000 géladas dans le monde.
La chasse et la destruction de leur habitat ont forcé le gélada à se réfugier dans des régions qui étaient uniquement habitées par le babouin olive, ce qui a entrainé des croisements entre les deux espèces, contribuant ainsi à leur disparition progressive. De plus, dans le sud de la région Amhara, les males géladas sont régulièrement tués pour des cérémonies marquant le passage à la majorité, durant lesquelles leurs crinières sont utilisées.

### Lion d'Abyssinie

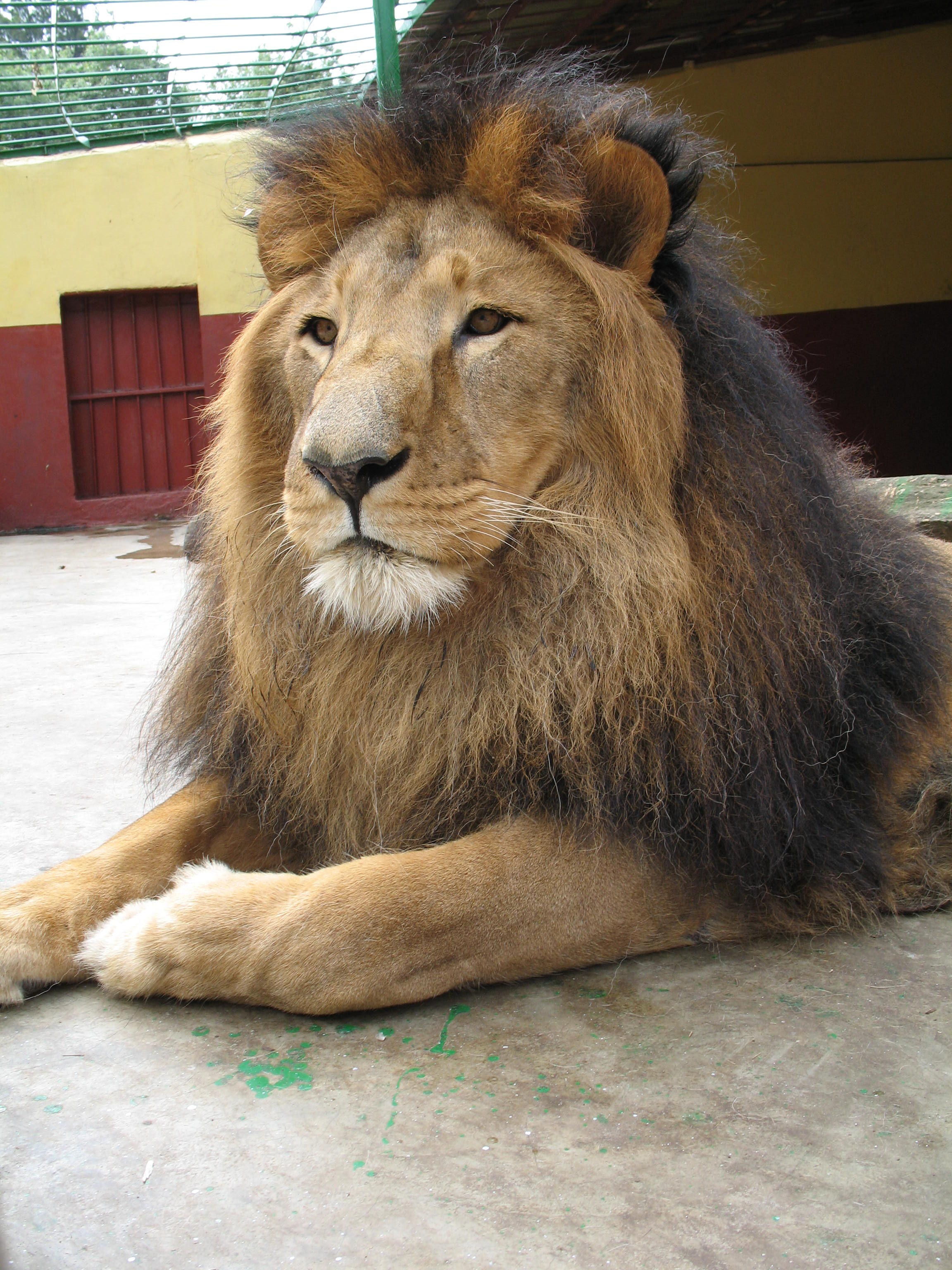
Un lion dans un zoo d'Addis-Abeba.

Deux types de lions existent en Éthiopie : le lion des Massaïs, assez répandu et qui vit également au Kenya, en Tanzanie et au Mozambique, et le lion d'Abyssinie (panthera leo abyssinica), une espèce endémique de l'Éthiopie dont il ne resterait que 1 000 individus.
Le lion d'Abyssinie est plus petit que son cousin est-africain et les mâles possèdent une crinière noire, ce qui explique qu'il soit parfois appelé le lion noir.
Plusieurs lions d'Abyssinie vivent actuellement dans des zoos éthiopiens. Toutefois, par manque de moyen et de place, ces zoos ont parfois été obligés d'abattre des lions ou lionceaux qui ont été vendus à des taxidermistes. Cet abattage réalisé par un vétérinaire à l'aide d'un poison a contribué à l'extinction de cette espèce.

## Impact sur les milieux naturels des activités humaines

### Déforestation
En Éthiopie, la déforestation résulte principalement de pratiques locales d'abattage de forêts pour les besoins des habitants, la recherche de pétrole, la chasse, l'agriculture, le développement urbain et parfois pour des raisons religieuses. Au début du XXIe siècle, le pays avait perdu 98 % de ses forêts en un demi-siècle. La couverture forestière est passée de 40 % de la surface du pays à seulement 2,7 %,.
Chaque année, l'Éthiopie perd près de 1 410 km2 de forêts naturelles qui couvrent aujourd'hui près de 130 000 km2. Du fait de la déforestation, le nombre d'animaux et plantes sauvages ne cesse de décliner.

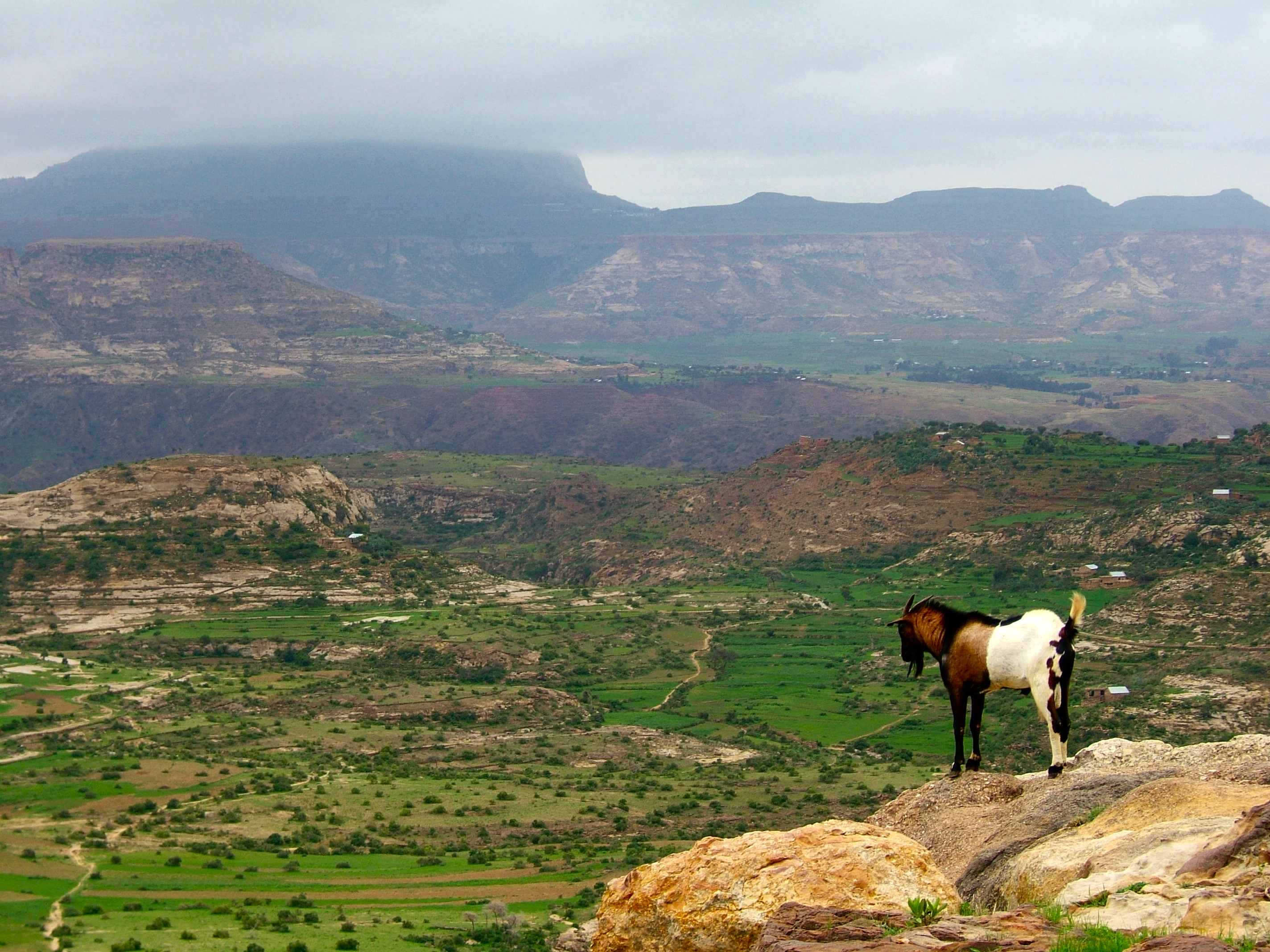
Ethiopian highlands.

L'Éthiopie, qui est le second pays le plus peuplé d'Afrique, a été frappé par la famine à plusieurs reprises en raison du manque de pluie mais aussi de l'épuisement des ressources naturelles. La déforestation est une cause supplémentaire de diminution des précipitations. L'accroissement de la population augmente le phénomène de déforestation dans la mesure où, mécaniquement, les besoins des populations augmentent.
Or, les forêts éthiopiennes jouent un rôle primordial en protégeant les terres de l'érosion. En effet, les arbres protègent contre les ravinements, leurs racines conservent l'eau dans le sol et ils permettent en outre de réduire le réchauffement climatique en absorbant le dioxyde de carbone. La déforestation a en outre un effet sur la fertilité des sols. Ainsi, en raison du manque d'arbres, le Nil Bleu transporte les sols et les nutriments vers les pays voisins du Soudan et de l'Égypte, où les terres sont très fertiles.
Historiquement, les forêts étaient un élément très important des conditions de subsistance des Éthiopiens. Les arbres étaient utilisés comme bois de construction et comme combustible pour cuisiner. Ils se servaient également des arbres, ainsi que d'autres plantes poussant dans les forêts, pour la médecine traditionnelle. Les forêts ont aussi une place importante dans les croyances religieuses, de nombreux Éthiopiens croyant aux esprits de la forêt.

### Exploitation hydroélectrique
En décembre 2016, le pays inaugure la centrale hydroélectrique Gibe III, le plus important d'une série de barrages hydroélectriques que l'Éthiopie construit le long de l'Omo, qui s'écoule du nord vers le sud. À terme, il doit atteindre une capacité de 1 870 mégawatts, ce qui en ferait le troisième barrage hydroélectrique le plus important d'Afrique. L'UNESCO redoute son impact environnemental en aval, sur le fleuve et du lac Turkana au Kenya.

### Accaparement des terres
D'énormes plantations de canne à sucre et de coton sont détenues par des capitaux étrangers.

### Assèchement des lacs
Plusieurs lacs sont menacés par le pompage excessif et incontrôlé des eaux. Certaines entreprises sont en outre soupçonnées de déverser des produits polluant. La surface du lac Abijatta a diminué de moitié entre 1973 et 2006 (passant de 197 à 88 km2) et la profondeur des eaux a chuté de treize à sept mètres. La plupart des poissons ont disparu, succombant à une salinité qui a augmenté à mesure que la quantité d’eau diminuait.